# カヤ (アルバム)
『カヤ』 (Kaya) は、ボブ・マーリー&ザ・ウェイラーズによる1978年にリリースされたアルバム。
アルバムタイトルで表題曲でもある「カヤ」とは、大麻のことである。裏側のジャケットには、火がついて煙が立ち上る極太のスプリフと大麻の葉が描かれている。アルバムには、1977年のアルバム『エクソダス』と同時期に制作された曲が収録されている。

## 制作
レコーディングはジャマイカとロンドンで行われており、これらのセッションでレコーディングされた曲の中からまず『エクソダス』がリリースされ、そして残りの曲の中から『カヤ』がリリースされた。このアルバムにはゆったりとして落ち着いた雰囲気が漂い、音的にも歌詞的にもウェイラーズらしい好戦的な要素は少なくなっている。マーリーの音楽的傾向がソフトになっていったことは賛否を呼び、ロンドンに移住したマーリーをなじる意見も欧米では根強かった。
マーリー銃撃事件の後、ロンドンで『エクソダス』をリリースしたマーリーがジャマイカへ帰国した後に開催されたライブ「ワン・ラブ・ピース・コンサート」とほぼ同時にリリースされた。直前のアルバム『エクソダス』と同様、"カヤ"、"サン・イズ・シャイニング"、"サティスファイ・マイ・ソウル"（オリジナルのタイトルは"ドント・ロック・マイ・ボート"）のようなアイランド以前の再録曲がある。

## 曲リスト
全曲ボブ・マーリーによる作。

### A面
1. "Easy Skanking" - 2:53
2. "Kaya" - 3:15
3. "Is This Love" - 3:52
4. "Sun Is Shining" - 4:58
5. "Satisfy My Soul" - 4:30

### B面
1. "She's Gone" - 2:25
2. "Misty Morning"  - 3:32
3. "Crisis" - 3:54
4. "Running Away" - 4:15
5. "Time Will Tell" - 3:25

### CDボーナストラック
1. "Smile Jamaica (Version)" - 5:02

## クレジット
- ボブ・マーリー - リードボーカル、リズムギター、アコースティックギター、パーカッション
- アストン "ファミリー・マン" バレット - ベース、パーカッション
- カールトン・バレット - ドラムス、パーカッション
- Tyrone "Organ D" Downie - キーボード、パーカッション
- Alvin "Seeco" Patterson - パーカッション
- Julian(Junior) Marvin - リードギター
- I Threes - バッキング・ボーカル
  - Rita Marley
  - Marcia Griffiths
  - Judy Mowatt
- Vincent Gordon - サクソフォーン
- Glen Da Costa - トランペット
- David Madden - トランペット
- プロデュース - ボブ・マーリー& ザ・ウェイラーズ
- エグゼクティブ・プロデューサー - クリス・ブラックウェル
- エンジニア - Karl Pitterson、Alex Sadkin
- アシスタント・エンジニア - Terry Barham
- ミックス -  クリス・ブラックウェル & Robert Ash
- カバー・フォト - Kate Simon
- カバー・デザイン、グラフィクス - Neville Garrick
- バックカバー・イラスト - Paul Smykle、Dub Master Production 77